# MÁV XI
Die Dampflokomotivreihe MÁV XI war eine Tenderlokomotivreihe der ungarischen Staatsbahnen MÁV.
Nur zwei Stück dieser etwas kleineren Abart der MÁV X ließen die MÁV 1881 in der Lokomotivfabrik Floridsdorf bauen.
Die im Vergleich zur Kategorie X geringere Leistung und das ebensolche Reibungsgewicht bewirkten, dass keine weiteren Nachbestellungen erfolgten.